# COMMAND
 (janvier 2025).
Si vous disposez d'ouvrages ou d'articles de référence ou si vous connaissez des sites web de qualité traitant du thème abordé ici, merci de compléter l'article en donnant les références utiles à sa vérifiabilité et en les liant à la section « Notes et références ».
Pour les articles homonymes, voir Command.
Ne doit pas être confondu avec Cmd.
Chronologie des versions
DOS Shell (en)
COMMAND (programme exécutable : COMMAND.COM) est un interpréteur de commandes standard pour les systèmes compatibles MS-DOS comme PC-DOS et IBM-DOS. Il est livré par défaut avec ces systèmes.
Il existe d'autres interpréteurs pour les systèmes MS-DOS ultérieurs à ce logiciel, notamment 4DOS qui lui ajoute des fonctionnalités supplémentaires. On ne les confondra pas avec Cmd, qui est l'interpréteur de commande standard des systèmes postérieurs à MS-DOS comme Windows NT (Windows 2000, Windows XP…) et OS/2. Leur successeur depuis 2006 est Windows PowerShell.

## Modes de fonctionnement
Ce programme dispose de deux modes de travail distincts. Le premier est le mode interactif, dans lequel l'utilisateur saisit des commandes qui sont ensuite exécutées immédiatement. Le second est le mode de traitement par lots, qui exécute une séquence prédéfinie d'instructions stockées dans un fichier texte avec l'extension .bat.

## Syntaxe
La syntaxe générale des commandes est :
```
[chemin]commande [commutateurs] [paramètres]

```

Les commutateurs sont introduits par le caractère « / ». Par exemple :
```
DIR
 /O:N /P *.EXE

```

Affiche la liste des fichiers d'extension .EXE (paramètre *.EXE), triée par nom (commutateur /O:N) en marquant une pause à chaque page écran (commutateur /P).
```
cd
 [chemin]

```

Cette commande permet aussi d'accéder à un dossier particulier.
Depuis la version 5.0 une commande suivie du commutateur /? affiche un mode d'emploi sommaire de la commande.

## Commandes internes
L'interpréteur Command intègre des commandes de base qui lui sont propres.

### Commandes interactives
En mode interactif, toutes les commandes sont exécutées uniquement après validation avec la touche entrée.
- BREAK : contrôle étendu de l’interruption des programmes ;
- CD ou CHDIR : affiche ou change le répertoire courant ;
- CLS : efface l'écran ;
- COPY : copie un ou plusieurs fichiers vers l'emplacement choisi ;
- DATE : affiche et modifie la date courante ;
- DEL ou ERASE : efface un fichier ;
- DIR : liste un répertoire ;
- SET : modifie une variable d'environnement.

### Commandes de traitement par lot
Les structures de contrôle sont la plupart du temps utilisées à l'intérieur des fichiers de traitement par lot, mais elles peuvent aussi être utilisées de façon interactive.
- CALL : exécute un autre fichier d'instruction MS-DOS avant de revenir sur le script qui l'a appelé ;
- FOR : compteur de boucle;
- GOTO : saut inconditionnel.